# Tanba (provincia)
Tanba (丹波国?, Tanba no kuni) è stata una provincia del Giappone che includeva sia la parte centrale della moderna prefettura di Kyoto che la parte centro-orientale di quella di Hyōgo. Tanba confinava con le province di Harima, Omi, Settsu, Tajima, Tango, Wakasa e Yamashiro.

Mappa delle province giapponesi con la provincia di Tanba evidenziata

Si ritiene che l'antica capitale provinciale si trovasse nell'area della moderna Kameoka. Governata da un successione di daimyō minori la regione venne conquistata da Oda Nobunaga e assegnata al suo generale Akechi Mitsuhide (che più tardi l'assassinò).